# Notostigma
Notostigma é um gênero de insetos, pertencente a família Formicidae.

## Espécies
- Notostigma carazzii (Emery, 1895)
- Notostigma foreli Emery, 1920